# Ben Chilwell
Benjamin James "Ben" Chilwell (Milton Keynes, 21 de dezembro de 1996) é um futebolista inglês que joga como lateral-esquerdo ou meia-esquerda. Atualmente, defende o Crystal Palace, emprestado pelo Chelsea.

## Carreira
Ele é um produto da academia dos Foxes e na temporada 2014–15, foi o Leicester's Academy Player of the Year. Após participar na pré-temporada com Claudio Ranieri, ganhou a camisa 30 para a temporada 2015/16. Estreou profissionalmente em 27 de outubro de 2015 numa partida da Copa da Liga contra o Hull City. Jogou a partida inteira na qual seu time perdeu na disputa de pênaltis por 5-4 após a prorrogação com o placar findado em 1-1.
Foi emprestado de Novembro de 2015 a Janeiro de 2016 ao Huddersfield Town para jogar a Football League Championship (2ª divisão inglesa). 
Em 28 de julho de 2016, renovou seu contrato até 2021 com os Foxes. No dia 26 de dezembro de 2016 debutou na Premier League na derrota em casa por 2-0 para o Everton, seu desempenho na partida acabou sendo ressaltado pela mídia local.
Em Agosto de 2020 fechou sua transferência para o Chelsea Football Club por £45 milhões + £ 5 milhões em bônus inclusos. No seu primeiro jogo como titular na liga inglesa, Ben marcou o primeiro gol da equipe e ainda deu uma assistência na vitória por 4-0 contra o Crystal Palace. No dia 7 de abril de 2021 faria seu primeiro gol na Champions League, no jogo em que o Chelsea triunfou fora de casa contra o Porto.

## Títulos
Chelsea
- Liga dos Campeões da UEFA: 2020–21
- Supercopa da UEFA: 2021

Crystal Palace
- Copa da Inglaterra: 2024–25

### Prêmios individuais
- Equipe ideal da Liga dos Campeões da UEFA: 2020–21[9]